# Longitarsus corynthius
Longitarsus corynthius es una especie de insecto coleóptero de la familia Chrysomelidae. Fue descrita científicamente en 1858 por Reiche & Saulcy.